# Майер, Альберт Джеймс
Альберт Джеймс Майер (англ. Albert James Myer; 20 сентября 1828 — 24 августа 1880) — хирург, американский генерал. Известен как основатель Сигнального корпуса США, создатель системы флажкового семафора под названием вигваг (wig-wag) и основатель Национальной метеорологической службы.

## Биография

### Ранние годы
Майер родился в Ньюберге, штат Нью-Йорк, в семье Генри Бикмана Майера и Элеоноры Маккланахен. После смерти матери в 1834 году он переехал в Буффало, где его воспитывала тётя. В 13 лет он поступил в колледж Женевы (ныне Hobart and William Smith Colleges), который находился более чем за сто миль от Буффало.
В 1847 году Альберт закончил колледж и вернулся в Буффало, чтобы изучать медицину. Он окончил его в 1847 году, а в 1851 году получил степень доктора медицины в медицинском колледже в Буффало.
Примерно в то время он работал в офисе Нью-Йоркской Телеграфной Компании (New York State Telegraph Company), которая использовала аппараты Бейна на своих линиях. Возможно, именно опыт с передачей данных по коду Бейна (который похож на код Морзе) позволил ему создать систему оптической сигнализации вигваг.

### Рождение Сигнального Корпуса
Некоторое время Майер работал частным врачом во Флориде, а 18 сентября 1854 году поступил на военную службу в звании лейтенанта, служил в качестве помощника хирурга. Он служил в Техасе, в форте Дункан и форте Дэвис. Помимо медицины, его в это время интересовала идея создания системы передачи сообщений на большие расстояния. В 1856 году он уже присылал проекты секретарю военного департамента Джефферсону Дэвису, в которых утверждал, что его система сможет передавать сигналы между войсками и кораблями, на стоянке и на марше, днем и ночью, в сухую и влажную погоду, и для ее работы потребуется лишь два человека, принимающий и передающий, а оборудование для этой системы легко доступно и удобно для транспортировки. Но в проектах Майера не было точных спецификаций, сметы затрат и не было данных полевых испытаний, потому его проекты были отвергнуты. Дэвис наложил резолюцию, согласно которой, «в отсутствие информации решение вынести невозможно».
Но как только сменился начальник военного департамента, Майер вновь подал прошение в 1857 году. Новый секретарь, мистер Джон Флойд , назначил слушание для рассмотрения проекта. В этой комиссии председателем был Роберт Ли. Комиссия пришла к выводу, что данная система пригодна для передачи сообщений на расстоянии в одну милю и максимум в 3 мили, и пригодна лишь для дополнения, но никак не для замены действующих систем коммуникации. Комиссия рекомендовала дальнейшие испытания системы вигваг.
Майер убедил комиссию начать эксперименты и приступил к ним в апреле 1859 года в Нью-Йоркской бухте. Эксперименты показали эффективность системы, и военный секретарь Джон Флойд рекомендовал Конгрессу принять её и назначить Майера старшим сигнальным офицером. 

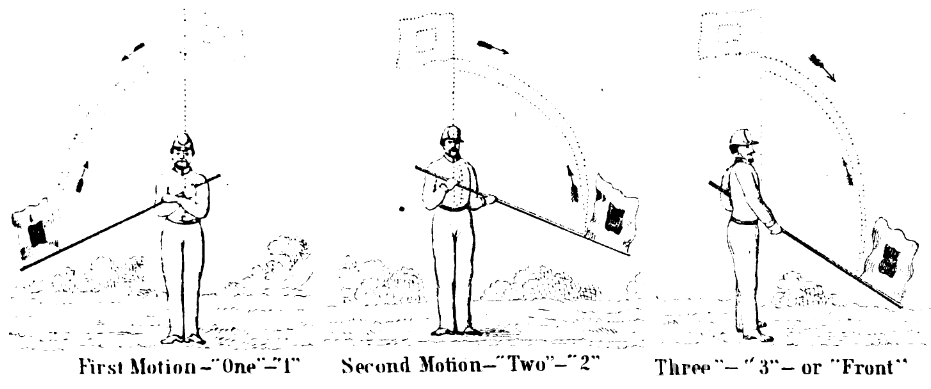
Система Вигваг. 1866 год.

В годовом отчете военного департамента за 1859 год системе Майера было уделено два параграфа, и проект его было назван «надежным». В феврале 1860 года Альберт Майер предстал перед Сенатским Комитетом по Военным Делам. Его председателем стал сенатор от штата Миссисипи Джефферсон Дэвис, который ранее отверг его проект. Еще Майеру предстояло доказывать необходимость своего проекта перед комитетом Палаты Представителей по Военным Делам. 29 марта 1860 года комитет Палаты Представителей единогласно утвердил назначение офицера-сигналиста в звании «майор кавалерии» и выделил 2000 долларов на затраты сигнальной службы в 1861 году. В Сенате Джефферсон Дэвис протестовал против такого решения, считая, что эта служба может выделиться в отдельный департамент (так в итоге и произошло). Но в Сенате одобрили проект Майера, а 21 июня 1860 года президент Бьюкенен утвердил это решение.
В боевых условиях виг-ваг впервые попробовали в боях с индейцами навахо. В рапорте полковника Фонтлероя (Fauntleroy) было отмечено, что «служба сигнальной партии принесла огромную пользу в боях с индейцами навахо, и доказала не только свою практичность, но и способность исправно действовать в боях на дикой местности, вдалеке от линий снабжения».

### Гражданская Война

#### Сигнальное дело для армейских офицеров
В первые месяцы войны все еще стоял вопрос о том, делать ли сигналистов отдельным войсковым подразделением, или же обучать этой сложной науке определенных армейских офицеров. Альберт основал учебный центр (Signal Camp of Instruction, Red Hill, Georgetown, D. C.), куда отправлял офицеров из разных частей. Офицеры могли считывать сигналы, рассматривая партию сигналистов своим взором или в подзорную трубу. Рядовые сигналисты из призывников не обучались коду, они лишь двигали флагом по приказу командира, хоть некоторые солдаты в процессе и догадывались о смысле некоторых сообщений.
Сигнальные партии могли работать для передачи сообщений на линиях связи или же для наблюдения за врагом и последующей передачи данных о силах и передвижениях противника. Во втором случае они находились на передовой и принимали на себя первый удар. Уже летом 1861 года сигнальные партии устанавливали линии связи протяженностью в десятки миль, а еще корректировали артиллерийский огонь. Многие офицеры опасались использовать вигваг, справедливо полагая, что конфедераты тоже смогут читать их сообщения. Проблема усугублялась тем, что некоторые его студенты перешли на сторону Конфедерации и успешно использовали вигваг в интересах южан. Например, ассистент Майера на опытах в 1859 году Эдвард Александер создал Сигнальный Корпус Конфедерации. Для сохранения военной тайны офицеры-сигналисты северян стали использовать шифровальные диски, но и у конфедератов были примерно такие же.
В ноябре 1861 года Альберт Майер предоставил свой годовой отчет о работе сигнальной службы. В нем он настойчиво предлагал выделить сигналистов в отдельный род войск, но безуспешно.
Но Альберт продолжал лоббировать свои интересы, и в январе 1862 года добился того, чтобы Палата представителей запросила его план устройства новой сигнальной службы. Новый секретарь военного департамента, Эдвин Стэнтон не был заинтересован в проектах Майера, а все попытки Палаты gредставителей блокировались в Сенате.

#### Телеграф Бердсли

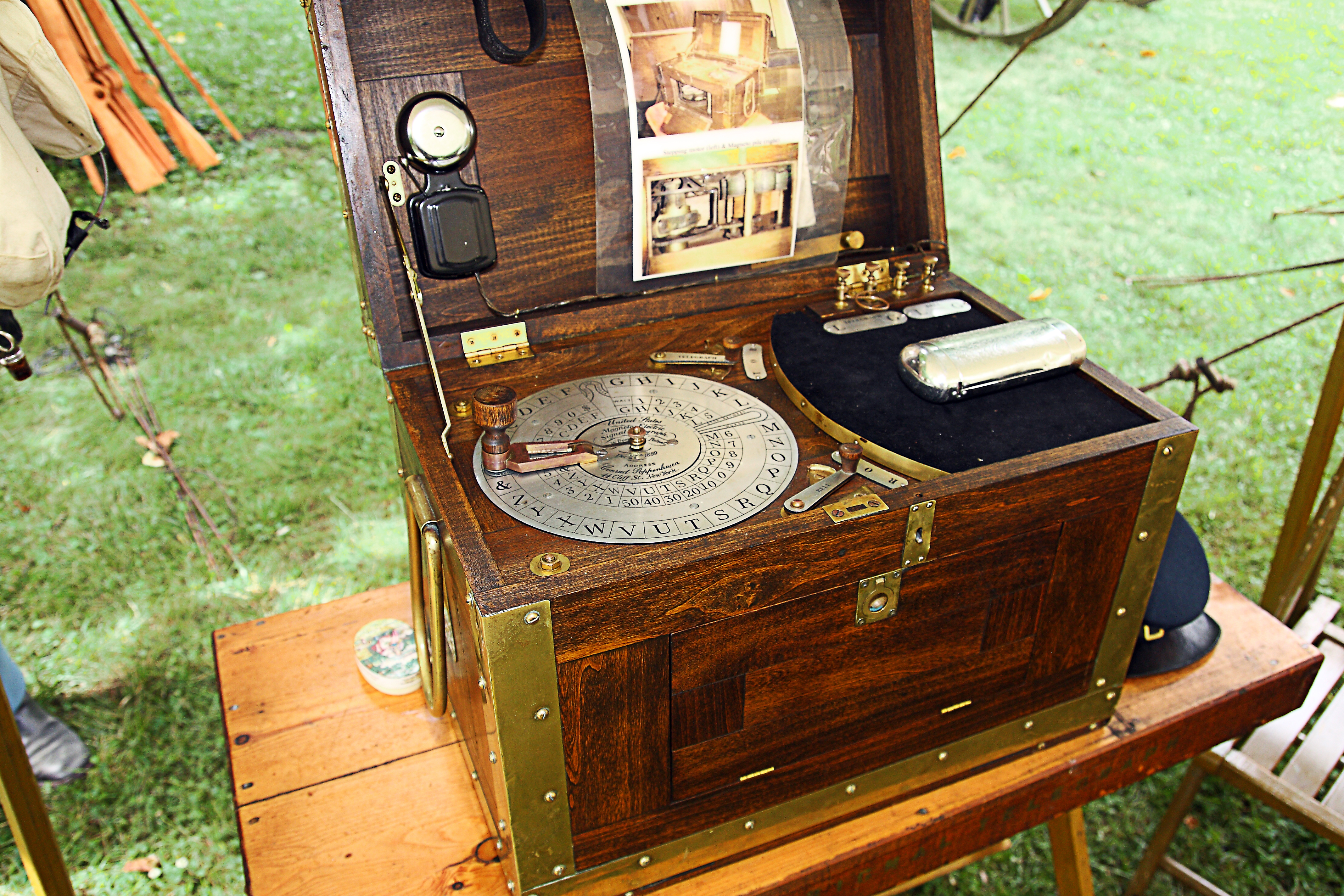
Телеграф Бердсли

Альберт считал, что сигналисты смогут сами прокладывать телеграфные линии связи на поле боя. Он возлагал большие надежды на телеграф Бердсли (Beardslee), в котором телеграфный ключ и клопфер были заменены на алфавитный указатель. Для его использования не нужны были искусные телеграфисты, требовался лишь человек, умеющий читать. А еще он не нуждался в дорогих батареях, которые было очень трудно хранить и перевозить в полевых условиях.
Для того, чтобы устанавливать телеграфную связь в полевых условиях, требовалось снаряжать специальные обозы, в которых перевозили все необходимое для прокладки линии и установки аппаратов. В каждом обозе должно было быть по 5 миль изолированного провода, 200 шестов и два вагона с инструментами.

#### Создание нового рода войск в армии США
Но в годовом отчете военного секретаря за 1862 год содержались похвалы сигнальной службе вместе с просьбами о создании отдельного рода войск. Это был хороший знак, и успех нужно было развивать. Майер ушел с передовой, чтобы продвигать свой проект.
В битве при Фредериксберге в декабре 1862 года войска северян безуспешно атаковали позиции армии генерала Роберта Ли. Удары были отбиты, северяне понесли большие потери. Но эта проигранная битва стала триумфом Альберта Майера и телеграфа Бердсли. Телеграф Сигнального Корпуса блестяще обеспечивал связь в туманную погоду. Благодаря этому подвигу Майер сумел получить финансирование на другие телеграфные обозы.
Он отправил копии отчета военного департамента разным сенаторам, и в феврале 1863 года вновь выступил с инициативой создания нового рода войск. В этот раз результаты не заставили себя ждать, и 3 марта 1863 года Авраам Линкольн утвердил это решение, что сигнализировало о победе. 28 апреля 1863 года Альберт Майер стал главным сигналистом в чине полковника.

#### Конфликт с Телеграфным Корпусом
Еще в начале войны 1861 года Майер подавал прошения в Сенат с просьбой подчинить все телеграфные линии связи его военному ведомству. Но ими заведовал Военный телеграфный корпус, спешно созданный в начале войны. Сотрудниками этого учреждения стали гражданские телеграфисты, которые стали получать жалованье от военного департамента и выполнять его поручения. Это учреждение тоже обеспечивало связь в полевых условиях, и мистеру Стэнтону нравилось это заведение.
Битва при Чанселорсвилле  в 1863 году стала самым тяжелым поражением и для северян, и для Альберта Майера. Войска генерала Роберта Ли разгромили армию, более чем вдвое превышающие его силы, в том числе из-за плохой связи. Аппараты Бердсли не могли обеспечить связь между генералом Джозефом Хукером и начальником штаба генералом Баттерфилдом, так как находились они на расстоянии более 10 миль. Телеграфы Бердсли могли поддерживать связь на дистанции до 7 миль, так как работали без источников питания. Была установлена линия связи, где часть дистанции обеспечивал оптический телеграф, другую аппараты Бердсли. Доставка сообщения занимала до 3 часов, а на поле боя эта задержка имела ужасные последствия. В гневе командование приказало Телеграфному корпусу взять дело в свои руки, но даже этот шаг не помог избежать поражения.
Затем начались поиски виноватых. Когда Альберт Майер стал в частном порядке размещать объявления о найме телеграфистов Морзе на работу в его ведомство, то эти действия были названы возмутительными. Обмен ударами закончился тем, что 10 ноября 1863 года Майера отстранили от руководства Сигнальным корпусом.

#### Восстановление в должности
Но Майер поддерживал отношения со всеми офицерами, прошедшими его школу, и мотивировал их писать петиции в Вашингтон с настойчивыми просьбами восстановить в должности создателя Сигнального корпуса. В 1865 году он вынес вопрос о своем восстановлении на должности перед Сенатом.
Полномочия нового начальника Сигнального корпуса Бенджамина Фишера (Benjamin F. Fisher) истекали 28 июля 1866 года. Генерал Грант поддерживал кандидатуру Майера, но главе военного департамента Стэнтону эта затея совсем не нравилась. В течение года Сигнальный корпус оставался без надлежащего внимания, но как только генерал Грант возглавил военное ведомство, 21 августа 1867 года Майер возглавил Сигнальный корпус.

### СозданиеНациональной Метеорологической службы
Глава военного департамента Джон Скофилд (John Schofield) заявил в парламенте, что армия не нуждается в отдельном Сигнальном корпусе. Тогда Альберт Майер вспомнил об обязанности армейского хирурга – регистрации погоды. В американской армии врачи были заняты этим с 1814 года по распоряжению доктора Джеймса Тильтона (James Tilton), так как он справедливо полагал, что погода оказывает влияние на здоровье пациентов.
В декабре 1869 года метеоролог мистер Лэпэм (Increase A. Lapham) подал петицию конгрессмену Пейну (Halbert E. Paine) с просьбой учредить Бюро погоды, так как штормы на Великих озерах, ураганы и торнадо уносили множество человеческих жизней и приносили огромные убытки. Всего этого можно было бы избежать, если бы метеорологическая служба занималась регистрацией и прогнозированием погоды.
Как вспоминал потом мистер Пейн, сразу же после петиции его представили начальнику Сигнального корпуса мистеру Майеру, который горячо поддержал такую благодатную инициативу. Покровитель Майера, генерал Улисс Грант, к тому времени уже стал президентом США, так что все пошло гладко. Пейн обратился к Конгрессу с просьбой возложить функцию метеорологических наблюдений на военный департамент, а в 1870 году Грант утвердил эту инициативу. Тут же обязанность была возложена на Сигнальный корпус, и Альберт Майер приступил к делу. Вскоре появилось «Подразделение Телеграмм и Отчетов на Благо Коммерции», затем Майер расширил поле деятельности и добавил «…и Сельского Хозяйства» (Division of Telegrams and Reports for the Benefit of Commerce and Agriculture).

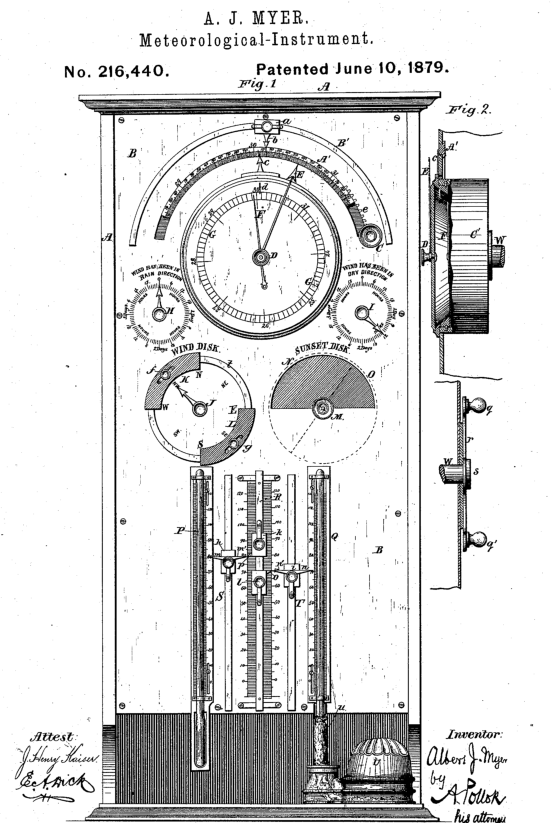
Метеорологический инструмент Альберта Майера. Рисунок из патента 1879 года.

Подразделение Сигнального Корпуса издавало бюллетени, которые содержали в себе данные о метеорологических условиях в разных местах. Вместо энтузиастов потребовалось обучать собственных метеорологов из числа сигналистов. Они должны были трижды в день фиксировать температуру, влажность, давление, направление и скорость ветра, осадки, и телеграфировать полученные данные в Вашингтон. В некоторых случаях они должны были измерять глубину рек и другие параметры.

### Расцвет Сигнального Корпуса
В 1873 году Сигнальному Корпусу было предписано устанавливать наблюдательные пункты на маяках и устанавливать между ними телеграфную связь. В результате ведомство заполучило собственные телеграфные линии, чего оно добивалось со времен основания. В 1874 году корпусу было поручено устанавливать линии связи между гарнизонами в отдаленных районах на границе с Мексикой. В результате к 1881 году Сигнальный корпус контролировал 5077 миль линий связи.
Численность корпуса в 1874 году составляла 150 сержантов, 30 капралов и 270 рядовых. Даже когда Конгресс повелел сократить численность всей армии до 25.000 человек, эти меры не коснулись Сигнального корпуса.

### На склоне лет

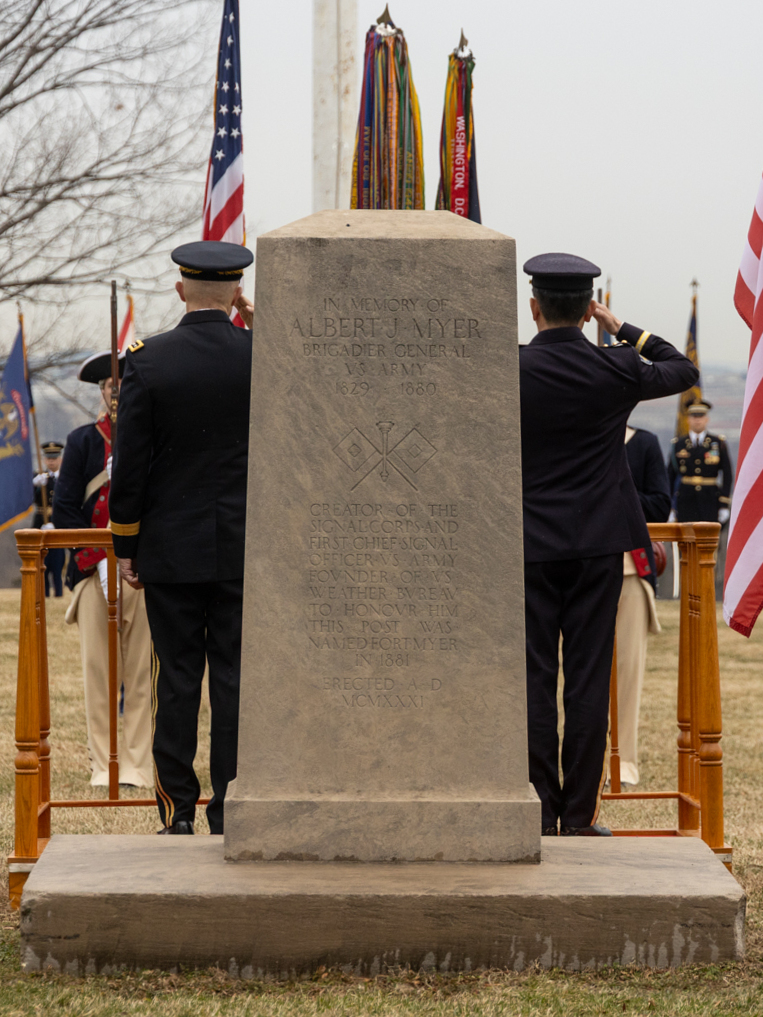
Памятник

Альберт Майер часто бывал в командировках, был почетным членом Итальянского метеорологического общества, Австрийского метеорологического общества и других научных обществ, поддерживал переписку с корреспондентами по всему миру. Для нужд метеорологии Альберт запатентовал собственный прибор в 1879 году.
В том же году Альберт Майер путешествовал по Европе и там серьезно заболел. 24 августа 1880 года он умер возрасте 51 года.

### Личная жизнь
24 августа 1857 года он женился на Кэтрин Уолден, дочери известного адвоката из Буффало.

## Изобретения и запатентованные технологии
1. Сигнальное устройство. Improved system of signaling.  Patent №. 31,256. Dated January 29, 1861.
2. Шифровальный диск. Improvement in signals.  Patent № 50,946. Dated November 14, 1865.
3. Метеорологический инструмент. Improvement in meteorological instruments. Patent № 216,440. Dated June 10, 1879. Application filed March 22, 1879.

### Статьи
- Halstead, Frank G. THE WAR YEARS OF ALBERT JAMES MYER, M. D.: ARMY SIGNAL SERVICE, 1861-1863 (англ.) // Bulletin of the History of Medicine. — The Johns Hopkins University Press, 1944. — Vol. 16, iss. 1. — P. 43—63.